# قبرص الرومانية
عندما أصبح الرومان أعظم قوة في البحر الأبيض المتوسط استحوذت قبرص على تركيزهم لأسباب عدة وأصبحت مقاطعة رومانية عام 58 ق.م عندما سيطر عليها ماركوس كاتو عانت قبرص تحت الحكم الروماني بسبب سوء الإدارة والضرائب الباهظة.
كانت قبرص في العصر الروماني مقاطعة صغيرة من مقاطعات الإمبراطورية الرومانية، ورغم أنها كانت مقاطعة صغيرة، إلا أنها امتلكت العديد من المعابد الدينية الشهيرة واحتلت مكانة بارزة في تجارة شرق البحر المتوسط، خاصة في إنتاج وتجارة النحاس القبرصي. تعرَّضت قبرص للاحتلال من قبل عدة إمبراطوريات طوال الألف الأول قبل الميلاد نظراً لموقعها الاستراتيجي الهام على طرق التجارة في شرق البحر المتوسط، من هذه الإمبراطوريات: الآشورية والمصرية والمقدونية ثم الرومانية. سيطر الرومان على قبرص في عام 58 ق.م، وأصبحت قبرص مقاطعة رسمية في مجلس الشيوخ الروماني في عام 22 ق.م. تبادل الرومان والبطالمة السيطرة على قبرص، لكنَّ الانتصار الروماني في معركة أكتيوم الفاصلة جعل قبرص تخضع للسيادة الرومانية بشكلٍ كامل حتى القرن السابع الميلادي، وأصبحت رسمياً جزءاً من الإمبراطورية الرومانية الشرقية في عام 293 م.
قُسمت قبرص إلى أربع مناطق رئيسية في ظل الحكم الروماني: سلاميس وبافوس وأماثوس ولابثوس. كانت مدينة بافوس عاصمة قبرص طوال الفترة الرومانية حتى نقلت العاصمة أخيراً إلى سلاميس في عام 346 م. وثَّق الجغرافي بطليموس المدن الرومانية التالية في قبرص: بافوس، سلاميس، أماثوس، لابثوس، كوريون، أرسينوي، كيرينيا، شيتري، كارباسيا، سولي، وتاماسوس، بالإضافة إلى عدد من المدن الصغيرة المنتشرة في جميع أنحاء الجزيرة.

## خط زمني سياسي

### الجيش الروماني في قبرص
كان التواجد العسكري الروماني في قبرص قليلاً، باستثناء بعض الحوادث البارزة، مثل الثورة اليهودية في سيلاميس والتي تطلبت تدخلاً عسكرياً رومانياً لقمعها، وفيما عدا ذلك اقتصر التواجد العسكري الروماني على الحراس الشخصيين فقط.
طُلب من كل مقاطعة من مقاطعات الإمبراطورية الرومانية أن ترسل رجالاً للخدمة كمجندين في صفوف الجيش الروماني، ولم تكن قبرص استثناءً من ذلك. إذ ساهم القبارصة بنحو ألفي رجل في الجيش الروماني، ولكن لم تبرز شخصيات عسكرية هامة من قبرص. يُذكر أن هناك فرقتان من القوات القبرصية كان أداؤهما جيداً بما يكفي لمنح شرف المواطنة قبل انتهاء فترة الخدمة التي استمرت 25 عاماً، ولم تشتهر أي وحدات عسكرية قبرصية غيرهما.

## الاقتصاد والتجارة

### اقتصاد
كانت الفترة الرومانية واحدة من أكثر فترات الازدهار في تاريخ قبرص. تشير الكشوف الأثرية إلى وجود سلع وأدوات فاخرة وصلت إلى قبرص عن طريق التجارة، بالإضافة إلى المباني الإدارية الكبيرة في مدن مثل سلاميس، والقصور الكبيرة في مدن مثل بافوس، وكل ذلك يدل على ازدهار اقتصادي وعمراني. كانت الجزيرة مكتفية ذاتياً واعتمدت بشكلٍ رئيسي على مواردها الطبيعية وتجارتها. ازدهرت التجارة القبرصية بعد أن سيطر الرومان على الجزيرة في عام 58 ق.م، وهذا ما تؤكده السلع والعملات المعدنية القبرصية التي عُثر عليها في المدن الساحلية في سوريا وفلسطين.
شكَّلت المدن الوحدة الاقتصادية الأساسية في الإمبراطورية الرومانية. وكان تفاعل المدن مع المناطق الزراعية المحيطة بها يجري وفق طريقتين: مثَّلت الأولى نوعاً من العلاقة التكافلية، إذ كانت المدينة مركزاً لإعادة توزيع السلع المصنعة التي تحتاجها المناطق الزراعية التي تدعمها، أما الطريقة الثانية فكانت عبر تجارة الفائض الزراعي عبر مركز المدينة مع مدن وأماكن أخرى. لعب موقع المدن وقربها من الطرق التجارية الهامة دوراً أساسياً في ازدهارها الاقتصادي، ولذلك برزت المدن الساحلية الكبرى في قبرص مثل بافوس وأماثوس وسلاميس. اعتمدت السياسة الرومانية على تطوير المدن من خلال بناء الطرق وتطويرها، موَّل الإمبراطور في البداية بناء الطرق في قبرص، ولكن الجزيرة سرعان ما أصبحت غنية بما يكفي لتمويل طرقها الخاصة بنفسها في عهد سلالة سيفيران.
جاءت أغلب ثروة قبرص من نظامها التجاري الواسع. فقد اعتمد الاقتصاد التجاري القبرصي على موارد الجزيرة مثل: النبيذ والنفط والحبوب والنحاس والمعادن والأخشاب والزجاج وبناء السفن. وكانت قبرص على اتصال بمواقع أخرى عبر البحر المتوسط بفضل موانئها ومدنها الساحلية، إذ لعبت الملاحة البحرية جانباً مهماً في الحياة والثقافة القبرصية اليومية، ويمكن إثبات ذلك من خلال العملات المعدنية المتنوعة التي عثر عليها في مدن قبرص. ظل الاقتصاد القبرصي مستقراً رغم الدمار الناجم عن ستة زلازل قوية دمرت الجزيرة في الفترة الرومانية. لقد كان دور المدن الساحلية في التجارة حاسماً بالنسبة للإدارة الرومانية، فبعد الزلزال الذي دمر مدينة كوريون في عام 76م، أرسل الإمبراطور مبالغ هائلة لإعادة بناء المدينة وتمويلها.

### سك العملة
لم يدرس موضوع سك النقود القبرصية وتداولها بشكلٍ مستفيض حتى الآن، إلا أن هناك أدلة كافية لتأكيد حجم التجارة القبرصية الكبير وتفاعلها مع المناطق الأخرى في جميع العالم الروماني. يمكن ملاحظة أمرين مهمين عند دراسة العملات المعدنية القديمة: العملات المعدنية التي سُكت في قبرص، والعملات المعدنية الخاصة بالدول والمناطق الأخرى التي عثر عليها في مدن قبرص. تُظهر الكشوف الأثرية أنَّ الحروف اللاتينية بدأت تظهر بشكلٍ أكبر على العملات القبرصية بعد عام 30 ق.م. تغيَّرت أنواع العملة وصناعتها بشكلٍ كبير مع مرور الوقت، وتغيرت أنماط وصور القطع النقدية أيضاً. سكت النقود المعدنية للمدن القبرصية في بافوس وسلاميس، بالإضافة إلى العملات الملكية الخاصة بكل إمبراطور روماني في عهده.

### النحاس
يتمتع تعدين النحاس في قبرص بشهرة واسعة وتاريخ طويل، فقد ازدهرت هذه الصناعة في العصر البرونزي واستمرت في العصر الروماني. نقص حجم تعدين النحاس في الفترة الرومانية بشكل كبير، وخضع للسيطرة الإمبراطورية مباشرة. كانت أماثوس وتاماسوس وسولي هي المدن الرئيسية الثلاث التي واصلت تعدين النحاس في الفترة الرومانية. أشهر مواقع التعدين كان سكوريوتيسا بالقرب من مدينة سولي، وتشير الدراسات الحديثة لبقايا النحاس في مواقع التعدين قرب المناجم الرومانية لحدوث تحوُّل هام في تنظيم عملية التعدين في العصر الروماني. عُثر على بعض أكوام نفايات النحاس على بعد ميلين تقريباً من مواقع التعدين، ما يدل على أن عمال النحاس نقلوا خام النحاس بعيداً عن المناجم قبل أن يبدؤوا بتعدينه والعمل عليه، وهو تغير كبير في إستراتيجية التعدين القديمة التي كان النحاس يُذاب فيها في موقع الاستخراج مباشرة أو بالقرب منه.

## الدين والتاريخ الاجتماعي

### الثورة اليهودية
حدثت هجرة جماعية كبيرة لليهود من فلسطين إلى مناطق أخرى من البحر المتوسط في عصر بطليموس الأول. ربما يعود وجودهم المتزايد في قبرص إلى تدمير معبد القدس في 70م. شكَّل ذلك تحدياً كبيراً للسكان القبارصة، خصوصاً وأن اليهود شاركوا بقوة في صناعة النحاس وتجارته. ازداد التوتر بين اليهود والرومان ليبلغ ذروته وتندلع ثورة يهودية في عهد الإمبراطور تراجان عام 116 م. ثار اليهود في سلاميس وفي مصر وليبيا. ومع ذلك فقد وقع أكبر قدر من الدمار والفوضى في هذه الثورة في مدينة سلاميس، إذ لم تكن هناك أي قوات رومانية متمركزة فيها. يُقدر أن أكثر من 240 ألف شخص لقوا حتفهم خلال هذا التمرد، إذ قتل اليهود جميع السكان غير اليهود في المدينة وفق المؤرخ لوسيوس كاسيوس ديو. قُمعت الثورة بسرعة على يد الجنرال الروماني لوسيوس كوانتوس، وطرد جميع اليهود من الجزيرة نهائياً، وأعدم عدد كبير منهم على الفور، رغم ذلك فهناك العديد من الأدلة والكشوف الأثرية التي تشير لعودة الجالية اليهودية إلى قبرص في القرون اللاحقة.